# 최광일
최광일(崔光逸, 1971년 6월 8일~)은 대한민국의 배우이다.

## 출연작

### 영화
- 《거룩한 밤: 데몬 헌터스》 (2025년) - 마르코 신부 역
- 《하이재킹》 (2024년) - 서민수 역 (특별출연)
- 《자백》 (2022년) - 한영석 역
- 《오! 문희》 (2020년) - 정신건강의학과의사 역
- 《백두산》 (2019년) - 대통령 역
- 《나의 특별한 형제》 (2019년) - 오촌아저씨 역
- 《7년의 밤》 (2018년) - 현수 부 역
- 《1987》 (2017년) - 보안계장 안유 역
- 《분노의 윤리학》 (2013년) - 최 변호사 역
- 《파괴된 사나이》 (2010년) - 의사 친구 역
- 《모두들, 괜찮아요?》 (2006년) - 친구 2 역
- 《철없는 아내와 파란만장한 남편 그리고 태권소녀》 (2002년) - 오두찬 역
- 《와니와 준하》 (2001년) - 정우 역

### 드라마
- 《보물섬》 (SBS, 2025년) - 어르신(이철용) 역
- 《춘화연애담》 (TVING, 2025년) - 김병길 역
- 《지금 거신 전화는》 (MBC, 2024년) - 홍일경 역
- 《강남 비-사이드》 (Disney+, 2024년) - 문칠성 역
- 《강력하진 않지만 매력적인 강력반》 (Disney+, 2024년) - 경찰청장 역
- 《오랫동안 당신을 기다렸습니다》 (JTBC, 2023년) - 차진철 역
- 《기적의 형제》 (JTBC, 2023년) - 변종일 역
- 《꼭두의 계절》 (MBC, 2023년) - 김필수 역
- 《더 글로리》 (Netflix, 2022년) - 주여정의 아버지 역
- 《환혼 빛과 그림자》 (tvN, 2022년~2023) - 고순 역
- 《진검승부》 (KBS2, 2022년) - 이장원 역
- 《환혼》 (tvN, 2022년) - 고순 역
- 《어게인 마이 라이프》 (SBS, 2022년) - 김석훈 역
- 《홈타운》 (tvN, 2021년) - 임인관 역
- 《홍천기》 (SBS, 2021년) - 홍은오 역
- 《언더커버》 (JTBC, 2021년) - 황정호 역
- 《경이로운 소문》 (OCN, 2020년) - 신명휘 역
- 《도도솔솔라라솔》 (KBS2, 2020년) - 선우명 역
- 《본 어게인》 (KBS2, 2020년) - 천석태 역
- 《더 게임: 0시를 향하여》 (MBC, 2020년) - 김형수 역
- 《머니게임》 (tvN, 2020년) - 최광민 역
- 《포레스트》 (KBS2, 2020년) - 권주한 역
- 《배가본드》 (SBS, 2019년) - 박만영 역
- 《닥터 탐정》 (SBS, 2019년) - 모성국 역
- 《자백》 (tvN, 2019년) - 최필수 역
- 《동네변호사 조들호 2: 죄와 벌》 (KBS2, 2019년) - 안창훈 역
- 《여우각시별》 (SBS, 2018년)
- 《탁구공》 (JTBC, 2018년) - 펍 주인 역
- 《라이프》 (JTBC, 2018년) - 장민기 역
- 《미스 함무라비》 (JTBC, 2018년)
- 《리치맨》 (드라맥스, 2018년) - 남철우 역
- 《라이브》 (tvN, 2018년)
- 《언터처블》 (JTBC, 2017년)
- 《슬기로운 감빵생활》 (tvN, 2017년)
- 《KBS 드라마 스페셜 - SLOW》 (KBS2, 2017년) - 한서 역
- 《송곳》 (JTBC, 2015년)
- 《러브 어게인》 (JTBC, 2012년)
- 《베토벤 바이러스》 (MBC, 2008년)

### 연극
- 《1984》 - 골드슈타인 역
- 《이건 로맨스가 아니야》 - 나오미 외 역
- 《불역쾌재》
- 《아버지》 - 피에르 역
- 《혈맥》 - 원팔 역
- 《시련》 - 존 헤일 목사 역
- 《히키코모리 밖으로 나왔어》
- 《별무리》 - 롤란드 역
- 《킬리만자로의 눈》 - 해리 역
- 《돌아서서 떠나라》 - 공상두 역
- 《잊을 수 없는》 - 유성 역
- 《동물 없는 연극》
- 《돈키호테》 - 카데니오 역
- 《모두 안녕하십니까》 - 박 기사 역
- 《대머리 여가수》 - 마씨 역
- 《클로져》 - 래리 역
- 《코뿔소의 사랑》 - 마루 역
- 《밤으로의 긴여로》 - 제임스 역
- 《춘천거기》 - 명수 역
- 《나는 고백한다》 - 장대성 역
- 《보고싶습니다》 - 독희 역
- 《태수는 왜?》 - 필수 역
- 《우먼인블랙》 - 배우 역
- 《그림 같은 시절》 - 수석 역
- 《나생문》 - 산적 역
- 《그녀의 봄》 - 한기주 역
- 《프루프》 - 헬 역
- 《빨간 도깨비》
- 《투맨》
- 《남자충동》 - 장정 역
- 《속바지》
- 《에쿠우스》
- 《진동거울》
- 《가벼운 스님들》 - 종팔 역

## 수상 및 후보
| 연도 | 시상식            | 부문                    | 작품                                          | 결과 |
| ---- | ----------------- | ----------------------- | --------------------------------------------- | ---- |
| 2001 | 백상예술대상      | 연극부문 남자신인연기상 | 에쿠우스                                      | 수상 |
| 2003 | 제40회 대종상     | 신인남우상              | 철없는 아내와 파란만장한 남편 그리고 태권소녀 | 후보 |
| 2009 | 제46회 동아연극상 | 남자 연기상             |                                               | 수상 |